# Кизил-Кая (Ялтинська яйла)

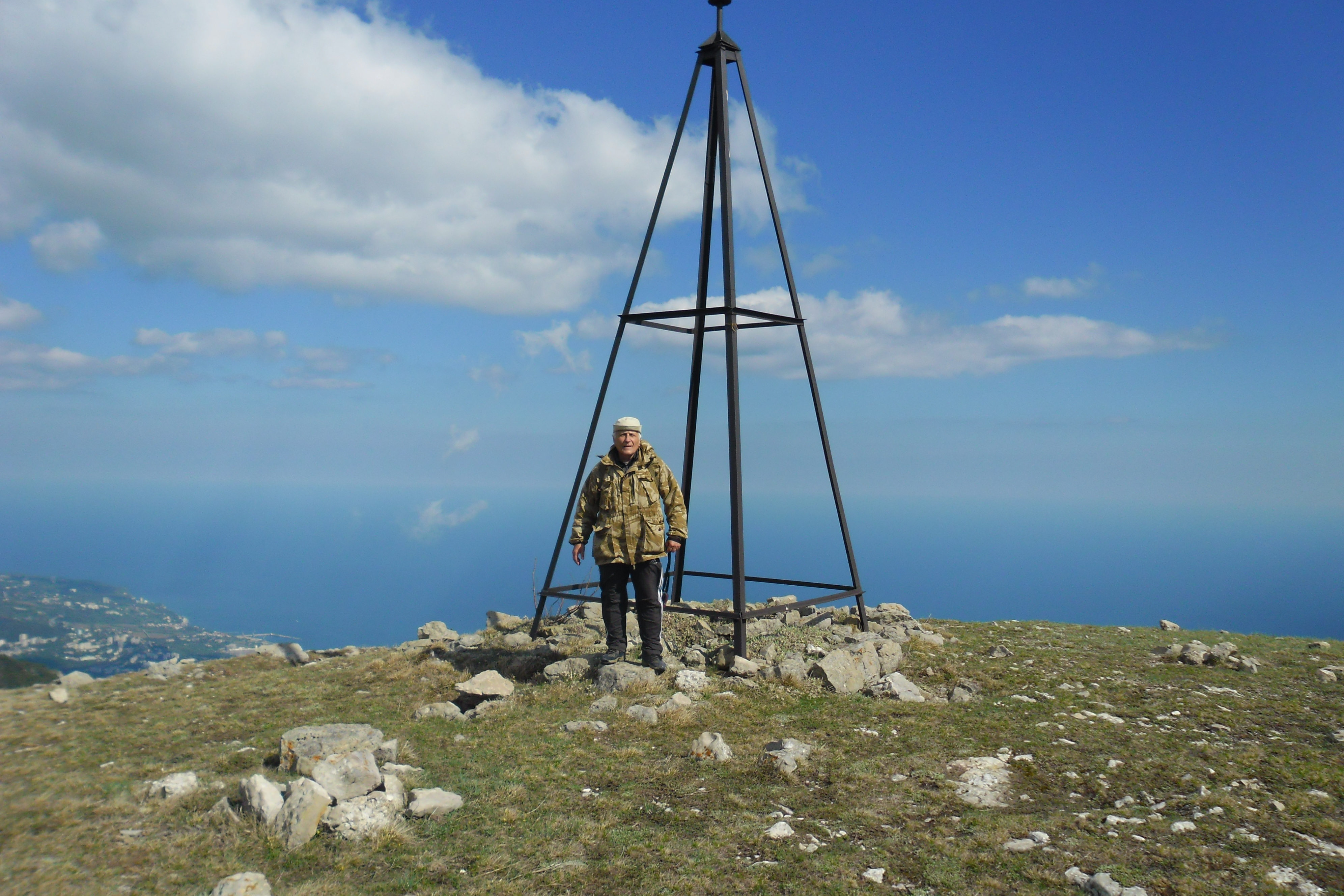
На вершині г. Кизил-Кая. Травень 2015 р.

Кизи́л-Кая́ (крим. Qızıl Qaya) — гора на Ялтинській яйлі поблизу виходу Ставрікайської стежки на верх яйли. Висота 1358 м. Схили на південь обривисті, чітко шаруваті, складені осадовими породами. Вершина безліса, скеляста. На вершині — тригонометричний знак. З вершини гори відкривається панорама м. Ялти, Ялтинського порту.